# Cleve Pozar
Cleve Pozar (* 8. August 1941 in Eveleth (Minnesota) als Robert Frank Pozar; † April 2019) war ein amerikanischer Komponist und Schlagzeuger des Modern Jazz.

## Leben und Wirken
Pozar, der als Jugendlicher zunächst in Tanzorchestern Schlagzeug spielte, wurde während der Highschool durch Philly Joe Jones beeinflusst. Anschließend studierte er ab 1961 an der University of Michigan, Ann Arbor, wo er durch James Salmon mit Robert Ashley, Gordon Mumma und anderen Komponisten der Neue-Musik-Avantgarde bekannt gemacht wurde. Er nahm als Interpret am ONCE-Festival teil. Seit 1962 gehörte er zum Trio von Bob James, das im gleichen Jahr das Collegiate Jazz Festival der Notre Dame University gewann und ein erstes Album, Conceptions (Mercury 1962), einspielte. Pozar zog dann nach New York City, um Mallet-Perkussion zu studieren. Dort spielte er in der Band von Saxophonist Ed Curran, mit dem er auch für Savoy Records aufnahm, und dann auch bei Bill Dixon, der Pozars erstes Album unter eigenem Namen für Savoy Records produzierte. Ende der 1960er Jahre studierte er bei Alan Dawson am Berklee College of Music in Boston, beschäftigte sich mit elektronischer Perkussion und spielte mit Darius Brubeck. International trat er mit der ARP Synthesizer Company Demo Band auf, um dann als Berater für Kurzweil zu arbeiten. In den 1980er Jahren zog er zurück nach New York City, wo er sich ins Batá-Trommeln einweisen ließ und als Musikpädagoge tätig war. Er verfasste zwei Bücher über die Batarhythmen, Chachalekpafun und Yakota. Im ersten Jahrzehnt dieses Jahrtausends trat er mit Cooper-Moore auf (mit dem er bereits 1973/74 Duokonzerte gespielt hatte) und leitete ein Free Funk Trio und ein Coltrane Jazz Trio. Auch arbeitete er als Studiomusiker.
Pozar erhielt für seine musikpädagogische Arbeit, bei der mit dem 1 E and A System eine einfache Methode zur Rhythmusnotierung entwickelte, eine Auszeichnung der Stadt New York.

## Diskographische Hinweise
- Cleve Pozar Let's Try It Again (Eigenverlag, 1999)
- Bobby Naughton Nauxtagram (Otic, 1979)
- Cleve Pozar Cleve Solo Percussion (Eigenverlag, ca. 1972)
- Robert F. Pozar Good Golly, Miss Nancy (Savoy, 1967, mit Mike Zwerin, Jimmy Garrison)
- Bill Dixon Intents and Purposes: The Bill Dixon Orchestra (RCA-Victor, 1967)
- Bob James Explosions (ESP, 1965, mit Barre Phillips)
- Verschiedene Künstler Music from the ONCE Festival (New World, 1961–1966)